# Les Études philosophiques
Les Études philosophiques est une revue trimestrielle de philosophie générale et d'histoire de la philosophie, fondée en 1926 par Gaston Berger et publiée par les Presses universitaires de France.

## Description
La revue est dirigée par Marwan Rashed, Jean-François Courtine, Vincent Carraud, Jean-Louis Labarriere et Jean-Luc Marion. Le directeur de la rédaction est David Lefebvre.